# 心斎橋大学
心斎橋大学（しんさいばしだいがく）は、大阪府大阪市中央区南船場の郵政福祉心斎橋ビル内にある、小説家・放送作家・構成作家・脚本家・エッセイストなどを育成する私塾・養成所である。校名の通り、心斎橋界隈に近い場所に所在する。なお、末尾に「大学」と付くが、学校教育法に基づく大学とは異なり、あくまで養成所であるため、卒業しても大卒の学歴と学位は得られない。

## 概要
第71回直木三十五賞の受賞者である作家の藤本義一が「関西から多くの才能を発掘し、作家を輩出したい」との思いにより、1987年に創設した。プロ作家養成学校であり、卒業生の中には佐藤佐吉らがいる。直木賞作家・難波利三をはじめ、日本放送作家協会会員作家を含む、小説家・放送作家・脚本家・ライター等のプロの作家から直接指導を受けることができる。

## コース・専科
入学初年度は、本科に在籍する。本科には「創作・小説コース」「文章・エッセイコース」「脚本コース」「児童文学コース」「ジャンル小説コース」があり、各分野を半年間学ぶことができる。春期と秋期の2期制で各コースの担当講師が交代するため、しっかりと学びたい場合は次の半年間も学ぶことで、より多くの作家の指導が受けられる。本科では、半年ごとに受講コースを変更することもできるが、本科で学んだ受講生は「大学院」へ進み、レベルアップを図る。
また、本科・大学院とは連動しない「専科」があり、「放送作家養成コース」「作詞家養成コース」「自分史制作コース」等がある。
プロ作家などを養成するだけでなく、芸術文化の進化や成長も目的としているため、養成内容のコースや専科が頻繁に再編されることでも知られ、嘗ては漫才師やお笑い芸人などを養成する「笑学校」という附属機関が設置されていたこともある。